# Pedro de Miranda Cárcer
Pedro de Miranda y de Cárcer, nacido en Madrid el 26 de abril de 1855 y fallecido en esta misma ciudad el 22 de noviembre de 1914,   fue un abogado y político español
miembro del Congreso de los Diputados durante cuatro legislaturas por la fracción política canovista del Partido Liberal-Conservador de Antonio Cánovas del Castillo.

## Biografía
Hijo legítimo del matrimonio formado por Ramón de Miranda Pérez de la Mata y Juana de Cárcer y de Zea Bermúdez
Contrajo matrimonio el 12 de noviembre de 1884 con Carolina Quartín Saz-Caballero. 
Padres de tres hijos: María, Pedro y Carlos, IV Conde de Casa Miranda. Abogado del Estado y Gobernador civil de la provincia de La Coruña en 1899.

## Diputado
En las Elecciones generales de España de 1903, fue elegido en representación del Distrito 4, Betanzos de la circunscripción de La Coruña, como adicto.
Obtuvo 6.913 votos de los 5.055 emitidos en un censo electoral  de 7.610 electores.